# Communauté de communes Saint Affricain, Roquefort, Sept Vallons
Die Communauté de communes Saint Affricain, Roquefort, Sept Vallons ist ein französischer Gemeindeverband mit der Rechtsform einer Communauté de communes im Département Aveyron in der Region Okzitanien. Sie wurde am 27. Oktober 2016 gegründet und umfasst 14 Gemeinden. Der Verwaltungssitz befindet sich im Ort Vabres-l’Abbaye.

## Historische Entwicklung
Der Gemeindeverband entstand mit Wirkung vom 1. Januar 2017 durch die Fusion der Vorgängerorganisationen
- Communauté de communes du Saint-Affricain und
- Communauté de communes des Sept Vallons.

Mit Wirkung vom 1. Januar 2016 verließen die Gemeinden La Bastide-Solages, Brasc und Montclar den hiesigen Verband und schlossen sich der Communauté de communes du Réquistanais an.

## Mitgliedsgemeinden
| Gemeinde                                                        | Einwohner 1. Januar 2022 | Fläche km² | Dichte Einw./km² | Code INSEE | Postleitzahl |
| --------------------------------------------------------------- | ------------------------ | ---------- | ---------------- | ---------- | ------------ |
| Calmels-et-le-Viala                                             | 186                      | 23,20      | 8                | 12042      | 12400        |
| Coupiac                                                         | 358                      | 24,72      | 14               | 12080      | 12550        |
| Martrin                                                         | 234                      | 23,31      | 10               | 12141      | 12550        |
| Plaisance                                                       | 221                      | 14,00      | 16               | 12183      | 12550        |
| Roquefort-sur-Soulzon                                           | 502                      | 17,03      | 29               | 12203      | 12250        |
| Saint-Affrique                                                  | 7.924                    | 110,96     | 71               | 12208      | 12400        |
| Saint-Félix-de-Sorgues                                          | 193                      | 31,00      | 6                | 12222      | 12400        |
| Saint-Izaire                                                    | 318                      | 34,48      | 9                | 12228      | 12480        |
| Saint-Jean-d’Alcapiès                                           | 223                      | 8,62       | 26               | 12229      | 12250        |
| Saint-Juéry                                                     | 276                      | 29,01      | 10               | 12233      | 12550        |
| Saint-Rome-de-Cernon                                            | 961                      | 37,88      | 25               | 12243      | 12490        |
| Tournemire                                                      | 420                      | 8,91       | 47               | 12282      | 12250        |
| Vabres-l’Abbaye                                                 | 1.209                    | 41,36      | 29               | 12286      | 12400        |
| Versols-et-Lapeyre                                              | 419                      | 27,95      | 15               | 12292      | 12400        |
| Communauté de communes Saint Affricain, Roquefort, Sept Vallons | 13.444                   | 432,43     | 31               | –          | –            |